# La Mante religieuse (film, 2014)
Pour les articles homonymes, voir Mante religieuse (homonymie).
Pour plus de détails, voir Fiche technique et Distribution.
La Mante religieuse est un film dramatique français réalisé par Natalie Saracco, sorti en 2014.

## Synopsis
Jézabel, une artiste permissive et nihiliste, tente de séduire un jeune prêtre, mais, à son contact, se convertit à la foi catholique. Ce film est l'histoire d'une Marie Madeleine d'aujourd'hui. Leur lien évolue cependant vers un véritable amour,.

## Fiche technique
- Titre : La Mante religieuse
- Réalisation : Natalie Saracco
- Scénario : Natalie Saracco
- Photographie : Giovanni Fiore Coltellacci
- Montage : Natalie Langlade et Maria da Costa
- Musique : Ernest Saint-Laurent
- Producteur : Paule Saracco
- Production : 7e Heart Productions et Union Prod
- Distribution : Kanibal Films Distribution
- Pays d'origine :  France
- Genre : drame
- Durée : 88 minutes
- Dates de sortie :
  -  France : 4 juin 2014

## Distribution
- Mylène Jampanoï : Jézabel
- Marc Ruchmann : Père David
- Mathilde Bisson : Erika
- Aurélien Jegou : Greg
- Arben Bajraktaraj : Stan
- Geneviève Casile : la mère supérieure
- Nicole Gueden : Mme Marguerite
- Alexandre Brik : Miss Daisy